# Euchlaena falcata
Euchlaena falcata är en fjärilsart som beskrevs av Alpheus Spring Packard 1874. Euchlaena falcata ingår i släktet Euchlaena och familjen mätare. Inga underarter finns listade i Catalogue of Life.